# Арахнофобия

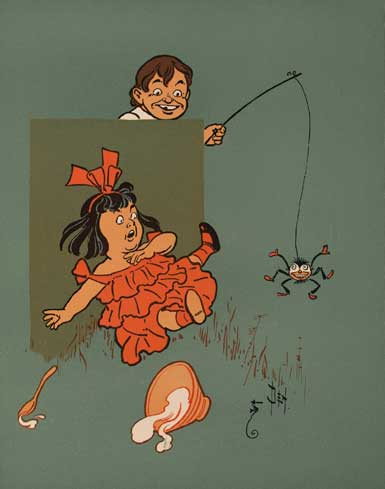
Мальчик пугает девочку пауком. Иллюстрация к детской песенке «Little Miss Muffet»

Арахнофо́бия (от др.-греч. ἀράχνη — «паук», др.-греч. φόβος — «страх») — частный случай зоофобии, боязнь паукообразных, относится к числу самых распространённых фобий. Людей, страдающих арахнофобией, называют арахнофобами. У некоторых арахнофобов гораздо больший страх может вызывать даже не сам паук, а изображение паука.

## Статистика
Согласно опросам, пауков боятся 50 % американок и 10 % американцев. Пауков боятся больше, чем огнестрельного оружия, автомобилей или самолётов.

## Причины
Исследователи из сиднейского университета обнаружили, что арахнофобы, вопреки распространённому мнению, «практически не осознают иррационального механизма собственных страхов». Ранее в психиатрии считалось, что вне фобической ситуации пациенты с фобиями «способны адекватно оценивать потенциальную опасность встречи со стимулами своих фобий». Считалось, что они понимают, насколько иррациональны и нереалистичны их страхи, и способны более или менее держать их под контролем. Однако доктора М. К. Джоунз и Р. Г. Мензис в проведённом среди 30 человек исследовании обнаружили, что пациенты с фобиями не совсем хорошо понимают природу своего страха, как в присутствии фобического стимула, так и вдали от него. Поэтому необходимо вести просветительскую работу среди них и повышать уровень их знаний.
Дети обычно очень боятся пауков. Исследование 22 детей с арахнофобией, проведённое в Нидерландах в 1996 году, показало, что «хотя 46 % детей утверждало, что они всегда боялись пауков, 41 % признался, что поводом для страха послужило определённое обуславливающее событие. Большинство этих событий подтвердили родители. Данные факты заставляют усомниться в том, что арахнофобия носит неассоциативный характер, то есть приобретается в полном отсутствии научающего опыта». В 1997 году те же исследователи обнаружили следующее: «Детей, сообщивших о низком, среднем и высоком уровнях страха, сравнили друг с другом по способу формирования их поведения. В трёх группах не было выявлено никаких отличий в отношении частоты моделирующего или информативного способа. При этом дети с высоким уровнем страха сообщали об обуславливающем событии чаще, чем дети с низким или средним уровнем страха».
Во многих проявлениях жизни ребёнок ориентируется на своих родителей и окружающих его людей. Если кто-то из них страдает арахнофобией, пауков считают опасными и избегают их, возможно, что ребёнок испытает этот страх, который впоследствии им овладеет. При виде паука у ребёнка учащаются пульс и сердцебиение — развивается страх.
Есть мнение, что опасность определённых видов паукообразных (в меньшей степени, чем собственно существ, называемых пауками) могла способствовать развитию арахнофобной реакции в рамках эволюционного развития человека. Тем, что во многих регионах и культурах опасность от пауков для человека имеет относительный характер, значительное угасание такой поведенческой реакции могло бы объяснить как беспричинное её проявление, так и возможность удачного лечения этой фобии. У некоторых нецивилизованных народов арахнофобия практически неизвестна (в некоторых регионах пауков употребляют в пищу). Были также описаны случаи, когда дети дошкольного возраста могли непринуждённо прикасаться к очень большим паукам, не испытывая при этом страха, и даже считали их «миловидными».
Однако большинство людей, страдающих арахнофобией, вовсе не находят пауков «миловидными». Наиболее частые определения пауков — «противные», «мерзкие» и т. п. Вид паука вызывает физическое отвращение. В некоторых случаях пауков «спасает» суеверие: бытует мнение, что убить паука — плохая примета. Но, по другому суеверию, при убийстве паука простится 40 грехов.

## Лечение
В качестве терапии против арахнофобии хорошо зарекомендовала себя, как и при всех прочих фобиях, поведенческая терапия. На первом месте находятся формы конфронтационной терапии. Лечение заключается в том, что пациент напрямую сталкивается с причиной своего страха — пауком. Он общается непосредственно с пауком, вплоть до прикосновения. Многие люди, в прошлом страдавшие фобией, после успешно проведённого лечения, держат пауков (как правило, птицеедов) в качестве домашних питомцев (гиперкомпенсация страха).
Американские и испанские исследователи обнаружили, что лечение арахнофобии с помощью технологии виртуальной реальности проходит почти вдвое эффективнее, если во время терапевтического сеанса пациент дотрагивается до компьютерного экрана.